# A-12復仇者II式攻擊機
A-12復仇者II（Avenger II）式攻擊機是由麥克唐納-道格拉斯（McDonnell Douglas）公司和通用動力（General Dynamics）公司合作發展的一種隱形攻擊機。它是美國海軍首架以深入敵境進行長程打擊任務為設計目標的攻擊機，也是第一架由美國海軍投資研發的隱形艦載機。美國海軍計畫用以取代服役已久的A-6入侵者式攻擊機，美國空軍也計畫採購，用以汰換自1960年代中期開始服役的F-111土豚（Aardvark）式打擊戰鬥機。然而，因為發展計畫出現預算超支、機體重量過重及發展時程順延等問題，1991年1月7日美國國防部長錢尼（Dick Cheney）宣布終止整個研發計畫。

## 發展過程
本機原初構想來自美國空軍於1981年發包給通用動力公司的一項研究計畫，該計畫旨在尋求一種能取代F-111戰機的隱形攻擊機。與此同時，美國海軍也正致力正在發展F-14雄貓式戰鬥機和A-6入侵者式攻擊機的共同後繼機種，即VFX計畫，但該計畫因為成本太高而被取消。1983年，美國海軍決定放棄其他二項發展計畫（F-14D與A-6F改良計畫），全力推動名為「先進戰術攻擊機」（Advanced Tactical Aircraft，ATA）的研發計畫，也就是A-12復仇者II式攻擊機，並計畫在1994年進入量產階段。
由於以往的隱形戰機計畫全由美國空軍投資，而且參與這些計畫的廠商均無製造艦載機的經驗，美國海軍為降低研發風險，要求各參與廠商必須擁有這一方面的經驗。1986年，參與本機研發計畫的競標廠商自行組成兩個團隊：諾斯羅普（Northrop）公司／LTV公司／格魯門（Grumman）公司為一組，另一組是麥克唐納-道格拉斯公司／通用動力公司。第一組提出的設計藍圖，外型上很像是B-2幽靈（Spirit）式轟炸機的縮小版；後者則是直接沿用通用動力公司原先針對對取代F-111戰機的原始構想和基本設計。

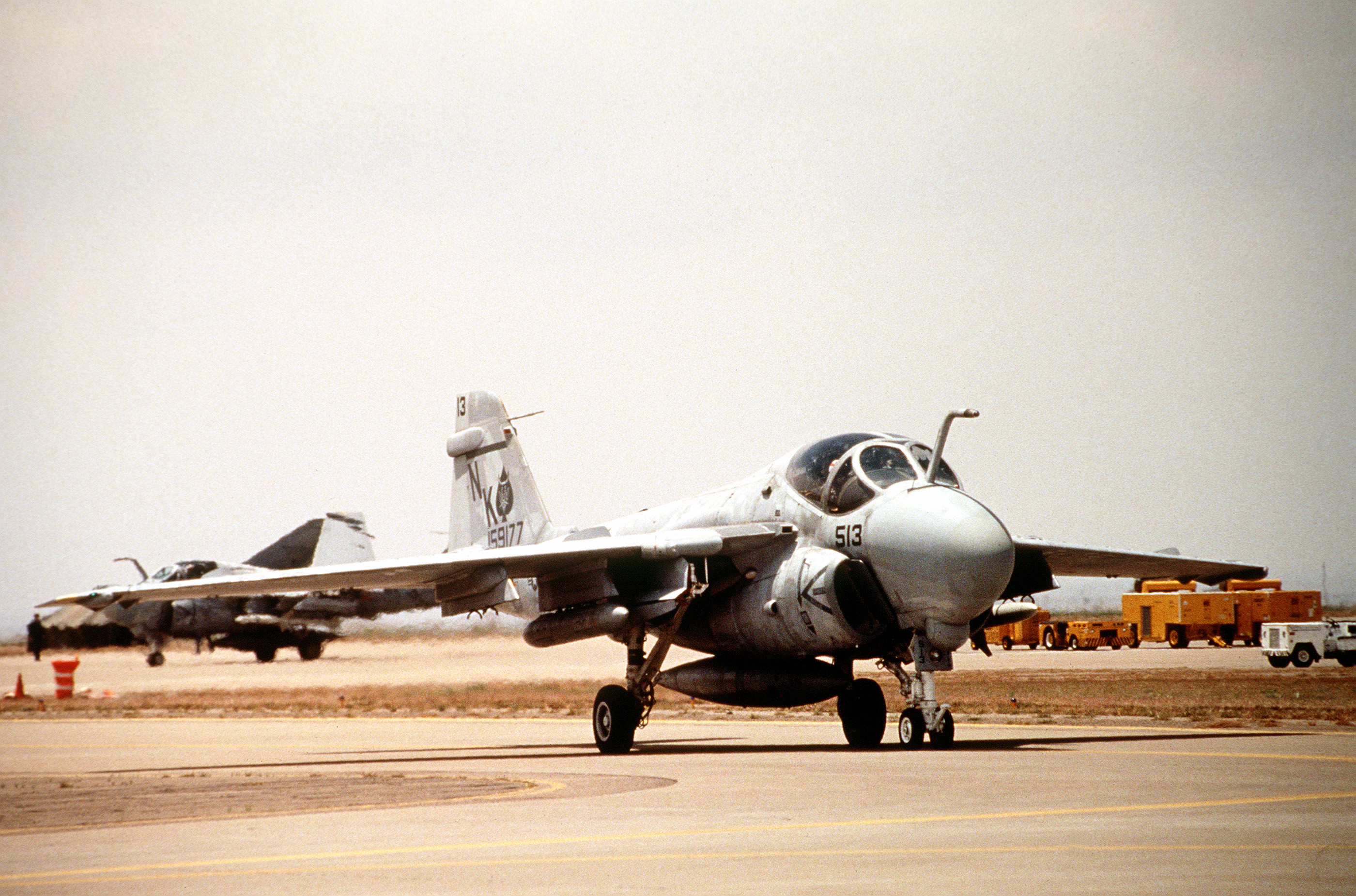
A-12預計要取代的機種之一：A-6攻擊機

1987年12月，經過嚴苛的評選，美國海軍授予麥克唐納-道格拉斯公司和通用動力公司一份固定價格合約，進行A-12的全尺寸發展（Full-Scale Development，FSD）作業。然而在1990年，美國國防部針對A-12的發展計畫進行檢討，發現該計畫面臨技術和管理上的問題。首先是全尺度發展（FSD）所需經費預估將超支9億美元；其次，由於設計小組對複合材料加工和處理作業困難度的過度樂觀，導致原型機的製造和裝配發生預料之外的技術問題，首次試飛日期已決定由1990年11月延至1991年下半年；再加上進行裝配中的8架原型機，其機身重量已超出航艦上每架飛機的可容許最大起飛重量（29.5噸），因此減重計畫勢在必行。
同年，美國國防部長錢尼在美國國防部發表的「主要飛機評論（Major Aircraft Review, MAR）」一文中表示，為節約預算及建構適合的兵力結構，將降低海軍型A-12的採購數量（由858架減到620架），以配合消減後的航空母艦數量，並削減美國海軍陸戰隊的採購計畫；同時，A-12的尖峰生產時間和產量將1995會計年度的48架降至1994會計年度的36架，空軍型400架的採購計畫則延到1997會計年度才開始，而非原先計畫的1993會計年度，這些改變也使A-12的單位預估成本比原先計畫的4,800萬美元更高。
計畫的延長、延誤、預算的超支、機體設計瑕疵以及採購數量的減少都是A-12戰機研發計畫所面臨的困境。1991年1月7日，美國國防部長錢尼宣布終止A-12的發展計畫，美國海軍轉而研發並購置F/A-18C/D的改良型——F/A-18E/F超級大黃蜂（Super Hornet）式戰鬥攻擊機，以取代日漸老化的F-14、A-6和A-7等艦載機。

## 外型設計
基於隱形深入打擊的作戰需求，A-12被設計成全三角翼飛機，沒有垂直或水平尾翼。從結構來看，內側主翼的截面厚實，以容納武器艙、駕駛艙、發動機和燃料箱，並結合兩側較薄且可摺疊的外側機翼，以利於航艦上的操作和收放。
其獨特的外型設計使A-12在飛行時極不穩定，故採用線傳飛控系統來穩定飛行時的飛機姿態，並透過機翼內側的大型的升降副翼（elevon）用來控制飛機的俯仰、滾轉等動作，翼梢的分離（Split）式升降副翼可用來當做方向性控制與空氣減速面。
由於沒有機身構造，除了翼梢和發動機的噴嘴外的整個翼展都可用來作控制面，所以無垂直尾翼的構形並不會對飛機於飛行時產生不穩定的影響。加上線傳飛控系統的協助和大角度的前緣後掠角，可有效減輕側風在低空飛行時的影響，使A-12有良好的低空飛行性能。

## 動力系統
A-12攻擊機配備2具奇異（General Electric）公司的F412-GE-400無後燃器渦輪扇發動機，衍生自F/A-18所使用的F404渦輪扇發動機。發動機隱藏在呈彎曲狀的進氣道後方，而進氣口則是位在翼前緣的下面。
相較於F404發動機，F412發動機的風扇直徑加大，使進氣量由每秒65公斤提升至70公斤，而旁通比由0.2提高至0.8。受惠於美國空軍推動的改良性能發動機（Increased Performance Engine, IPE）發展計畫，F412得以裝用第二代發動機核心段（Core II），容許更多氣流的導入，並提高渦輪的進氣溫度（提高攝氏111度），另裝有全權式數位發動機控制（Full-Authority Digital Engine Control, FADEC）系統，飛行操作時無油門限制，且有效控制耗油量。

## 感測系統
在計畫初期，A-12即被設計為一具備整合感測系統之戰機。系統的核心感測器是一具由西屋（Westinghouse）公司發展的AN/APQ-183相位陣列雷達，衍生自諾頓系統（Norden Systems）公司為A-6F入侵者II（Intruder II）式發展的APQ-173。翼前緣有2具天線組，Ku波段，雖然易受大氣和環境的干擾使其偵測距離較短，但也使其雷達信號較難被截獲而暴露行蹤。另加裝1具X波段照明雷達，用以導控AIM-120先進中程空對空飛彈（Advanced Medium-Range Air-to-Air Missile, AMRAAM）。
雷達系統內最重要的組成元件是平行模組化訊號處理器（Parallel Modular Signal Processor, PMSP），是由控制資料公司（Control Data Corporation）負責發展。PMSP由5個訊號處理模組組成，每個重約1.2公斤，一個處理模組每秒鐘可執行125百萬次浮點運算（Megaflops），整個 PMSP 每秒鐘可執行625百萬次浮點運算，相當於一部超級電腦的運算能力。
在被動偵測系統部分，A-12內裝2具由西屋公司發展但型號不明的前視紅外線（Forward-Looking Infra-Red, FLIR）系統。其中一具固定式導航前視紅外線系統用以提供低空和地貌追沿飛行時所需的導航資料，另一具活動式前視紅外線系統可發現和識別小型地面目標，也可作為對空搜索用的紅外線搜索追蹤系統。 
電子系統為內藏式，原訂使用與先進戰術戰鬥機（Advanced Tactical Fighter, ATF）相同的整體化電子作戰系統（Integrated Electronic Warfare System, IEWS），但因該系統研發時程無法配合，後改用ITT公司和西屋公司合作發展的ALQ-65空用自衛干擾器（Airborne Self-Protection Jammer, ASPJ）。電子支援系統（Electronic Surveillance Module, ESM）採用立頓公司發展的AN/ALD-11。

## 武器系統
A-12的內置彈艙可攜帶美國海軍當時服役中和發展中的各式武器，包括Mk 80系列低阻力通用炸彈、Mk 20石眼II（Rockeye II）式集束炸彈（Cluster Bomb）、AGM-84A魚叉（Harpoon）式反艦飛彈、AGM-65小牛（Maverick）式空對地飛彈、GBU-10/12/16鋪路Ⅱ（Paveway II）式雷射導引炸彈（Laser Guided Bomb，LGB）、AGM-88高速反輻射飛彈（High-speed Anti-Radiation Missile, HARM）及B-61自由落體式核彈等，另外也可以攜帶當時仍在發展中的聯合直接攻擊彈藥（Joint Direct Attack Munition，JDAM）。
另外，A-12亦可攜掛空對空飛彈（Air-to-Air missile，AAM），並分擔F-14戰機的艦隊防空壓力（在美國海軍原始構想中，A-12攻擊機負有輔助艦隊防空的任務，因此其雷達系統具備導控AIM-120先進中程空對空飛彈的能力）。攜掛的空對空武器包括AIM-9響尾蛇（Sidewinder）式短程空對空飛彈、AIM-7麻雀（Sparrow）式中程空對空飛彈以及AIM-54鳳凰（Phoenix）式長程空對空飛彈。用以取代AIM-7麻雀和AIM-54的AIM-120先進中程空對空飛彈（Advanced Medium Air-to-Air Missile，AMRAAM），亦是計畫中的標準武器配備。

## 空軍型 A-12
作為F-111的後繼機種，空軍型A-12僅需少量修改即可擔任深入打擊任務。由於只運用在陸上基地，所以空軍型A-12擁有較輕的起落架、固定式的機翼及較輕的機體結構，各項性能表現理論上應較海軍型為佳。
空軍型A-12可能換用普惠（Pratt ＆ Whitney）公司的F100無後燃器型發動機，目的是與F-15和F-16共用相同的後勤支援體系，但該型發動機當時仍屬紙上構想，且其推力較F412-GE-400發動機為低。

## 性能（A-12）

### 外型尺寸
- 機組員：2名
- 全長：37呎10吋（11.5公尺）
- 翼展：
  - 未折疊狀態：70呎3吋（21.4公尺）
  - 折疊狀態：36呎3吋（11公尺）
- 全高：11呎3吋（3.4公尺）
- 翼面積：1,308平方呎（122平方公尺）
- 空重：39,000磅（17,700公斤）
- 一般起飛重：80,000磅（36,300公斤）
- 引擎：2具奇異（General Electric）公司F412-GE-400無後燃器型渦輪扇發動機，每具最大輸出13,000磅（58 kN）

### 性能
- 極速：500節（580 哩／時，930 公里／時）
- 航程：800海浬（920 哩，1,480 公里）
- 最大升限：40,000 呎（12,200 公尺）
- 爬升率：5,000呎／分（25 公尺／秒）
- 翼負荷：61磅／平方呎（300 公斤／平方公尺）
- 推力重量比：0.16

## 外部連結
- A-12 Avenger II on GlobalSecurity.org（页面存档备份，存于）
- A-12 Avenger II on habu2.net
- A-12 Avenger II on FAS（页面存档备份，存于）